# Bolivias håndboldlandshold (herrer)
Bolivias håndboldlandshold for mænd er det mandlige landshold i håndbold for Bolivia. Det repræsenterer landet i internationale håndboldturneringer. 
Landsholdet, blev etableret i januar 2011, og er dermed det nyeste håndboldlandshold, efter Kosovo's som blev etableret i 2008. Det skal spillede mod Argentina i 2012.
Hidtil har holdet kun spillet en kamp mod den argentinske klub Deportivo San Francisco de Bahia Blnca, som de tabte til, med 40:8.
| Håndbold | Spire Denne artikel om et håndboldlandshold er en spire som bør udbygges. Du er velkommen til at hjælpe Wikipedia ved at udvide den. |